# Three (pel·lícula de 2016)
Three (三人行) és una pel·lícula d'acció de Hong Kong del 2016 produïda i dirigida per Johnnie To i protagonitzada per Zhao Wei, Louis Koo i Wallace Chung. La pel·lícula es va estrenar el 24 de juny de 2016 a la Xina i el 30 de juny de 2016 a Hong Kong, mentre que també és la pel·lícula de cloenda del Taipei Film Festival de 2016 el 10 de juliol de 2016.

## Argument
Shun (Wallace Chung), un pinxo, rep un tret al cap per un policia a causa d'una mala comunicació durant un interrogatori i és traslladat a l'hospital. A l'hospital, reclama els drets humans de negar-se a una intervenció quirúrgica per treure la bala dins del seu cap per tal d'esperar que els seus subordinats el rescatin. El detectiu (Louis Koo) al capdavant veu el pla de Shun, però decideix seguir jugant per capturar tota la seva colla d'una vegada per totes.

## Repartiment
- Zhao Wei com el Dr. Tong Qian
- Louis Koo com a Ken (inspector en cap)
- Wallace Chung com a Shun (gàngster)
- Lo Hoi-pang com a Chung (pacient)
- Cheung Siu-fai com el Dr. Fok
- Lam Suet com a Fatty (constable)
- Mimi Kung com a infermera de pràctiques anticipades
- Timmy Hung com a Chak (pacient)
- Michael Tse com a gàngster
- Raymond Wong com a gàngster
- Jonathan Wong com a Hung (pacient)
- Stephen Au com a Tong (sergent)
- Mickey Chu (acreditat com a Chu Kin-kwan) com el Dr. Steven Chow
- Cheung Kwok-keung com el Sr. Ng (pacient)
- Helen Tam (acreditada com a Tam Yuk-ying) com a senyora Ng (visitant)
- Luvin Ho (acreditat com Ching Wai) com a Ho (inspector superior)
- Sire Ma com a periodista
- Zhang Yaodong (acreditat com a Teoh Yeow Tong) com a estudiant de neurocirurgia

## Producció
La producció de Three va començar a Guangzhou el març de 2015 finalitzat el 24 de juliol del mateix any. La pel·lícula es va rodar principalment en un hospital construït per l'equip d'atrezzo.

## Recepció
La pel·lícula va recaptar 100,41 milions de reminbi a la Xina. Al lloc web de l'agregador de ressenyes Rotten Tomatoes, la pel·lícula té una puntuació del 91% "fresca" basada en 23 ressenyes. Metacritic informa d'una puntuació de 71 sobre 100 basada en 10 crítiques, indicant "crítiques generalment favorables".

## Premis i nominacions
| Premi                                                                          | Categoria            | Nominat                    | Resultat  |
| ------------------------------------------------------------------------------ | -------------------- | -------------------------- | --------- |
| 53ns Premis de Cinema Cavall d'Or                                              | Millor director      | Johnnie To                 | Nominat   |
| 53ns Premis de Cinema Cavall d'Or                                              | Millor ganda sonora  | Xavier Jamaux              | Nominat   |
| 19è Festival Internacional de Cinema de Xangai China Movie Channel Media Award | Millor actor         | Wallace Chung              | Guanyador |
| 8ns Big Ben Awards - Golden Unicorn Award                                      | Millor actriu        | Zhao Wei                   | Guanyador |
| 12ns Asian Film Awards                                                         | Millor compositor    | Xavier Jamaux              | Nominat   |
| 36ns Premis de Cinema de Hong Kong                                             | Millor director      | Johnnie To                 | Nominat   |
| 36ns Premis de Cinema de Hong Kong                                             | Millor fotografia    | Siu-Keung Cheng Hung-Mo To | Nominat   |
| 13ns Festival de Cinema Estudiantil de Guangzhou                               | Director més popular | Johnnie To                 | Guanyador |
| 13ns Festival de Cinema Estudiantil de Guangzhou                               | Actor més popular    | Wallace Chung              | Guanyador |